# Sagdidae
Sagdidae is een familie van weekdieren uit de klasse van de Gastropoda (slakken).

## Taxonomie
De volgende taxa zijn bij de familie ingedeeld:
- Onderfamilie Sagdinae Pilsbry, 1895
- Onderfamilie Aquebaninae H. B. Baker, 1940
- Onderfamilie Platysuccineinae H. B. Baker, 1940
- Onderfamilie Polydontinae Schileyko, 2006
- Onderfamilie Yunqueinae Schileyko, 1998